# Grande Allée
Grande Allée est une avenue de la Ville de Québec, au Canada.

## Situation et accès
Elle est située sur la colline de Québec, parallèle au fleuve Saint-Laurent, dans les arrondissements de La Cité-Limoilou et de Sainte-Foy–Sillery–Cap-Rouge. Elle est réputée pour ses restaurants et ses beaux édifices qui nous rappellent aujourd’hui le statut prestigieux des résidences qui s'y trouvaient au tournant des XIXe et XXe siècles.
L'avenue longe le parc de la Francophonie et la place George-V sur sa partie est tandis qu'à l'ouest, elle borde les plaines d'Abraham et le parc du Bois-de-Coulonge. À l’embranchement du chemin Saint-Louis, la voie change de nom pour boulevard Laurier et ce, jusqu'au pont de Québec.

## Historique

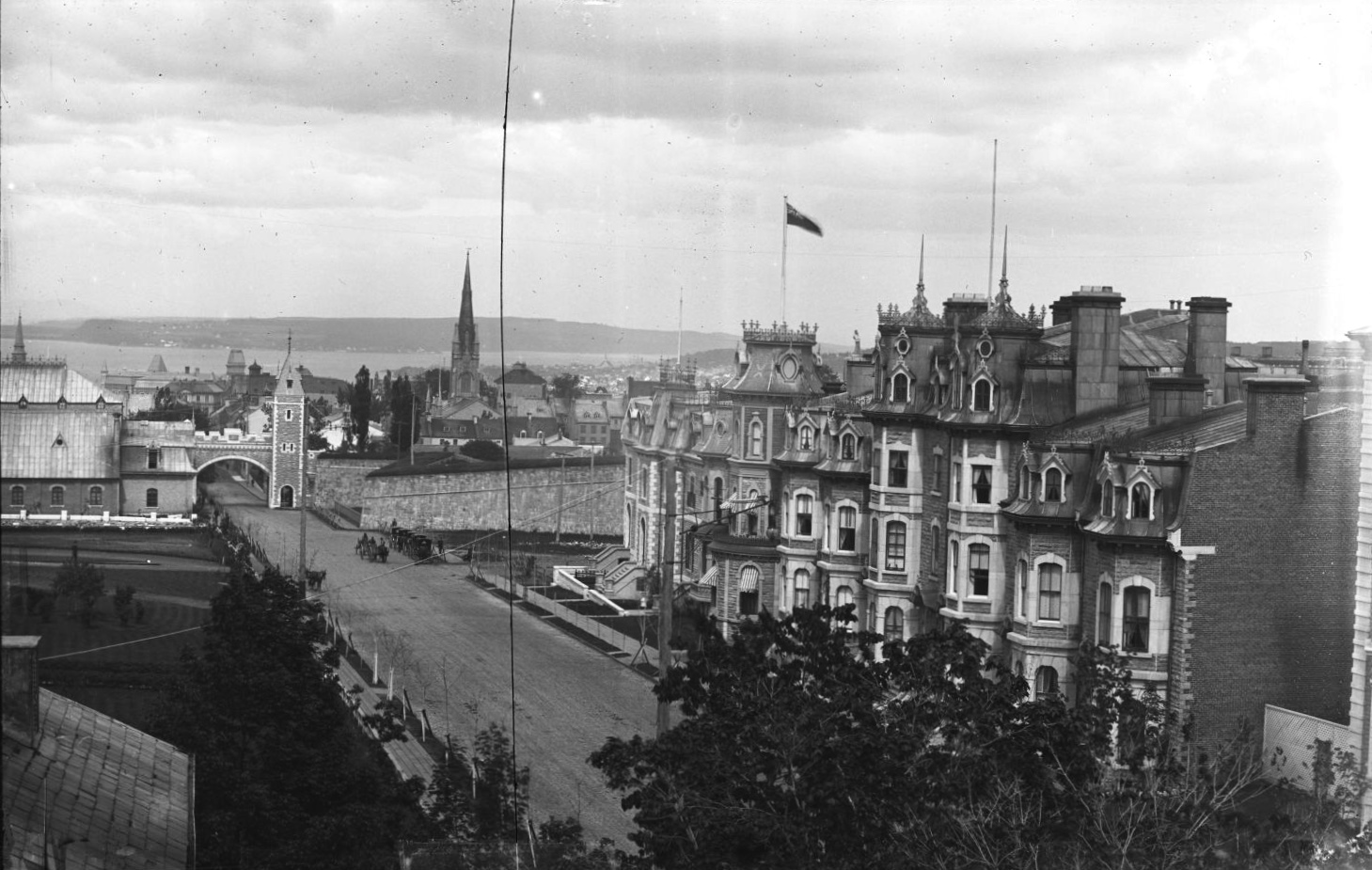
Grande Allée, vers 1880.

La rue Saint-Louis, Grande Allée et le chemin Saint-Louis formaient le chemin unique qui reliait, au XVIIe siècle, le Vieux-Québec actuel à Cap-Rouge à l’ouest de Québec. C'était la route que les gens de l'extérieur empruntaient pour aller vendre leurs fourrures en ville. Après le départ de la garnison impériale britannique en 1871 de la Citadelle et de ses alentours, la voie subit plusieurs réaménagements, incluant la destruction d'architecture militaire (Portes Hope, Prescott et du Palais, par exemple). Si ce n'était de l'intervention de Lord Dufferin, les murs de la cité auraient aussi été rasés. Le Parlement y est par la suite construit en 1877 et de ce fait, plusieurs citoyens en vue s'y établiront.
Vers la fin du XIXe siècle, cette voie est élargie et aménagée de façon à créer un milieu de vie agréable et saine et où la bourgeoisie pourrait y élire domicile. En 1911, des protestations fusent pour contester la construction de l'édifice en hauteur Les Appartements Grande Allée, au coin de la rue De La Chevrotière, notamment étant donné son manque d'agencement aux autres bâtiments. Plusieurs demeures somptueuses abritent aujourd'hui des cafés, des clubs et des restaurants.
L'ancienne voie porte aujourd'hui les noms suivants (d'est en ouest) :
- rue Saint-Louis, à l'intérieur des murs dans le Vieux-Québec;
- Grande Allée Est et Grande Allée Ouest, à l'extérieur des murs;
- chemin Saint-Louis.

Des travaux de réaménagement ont eu lieu sur l'avenue entre 2001 et 2004.

## Bâtiments remarquables et lieux de mémoire

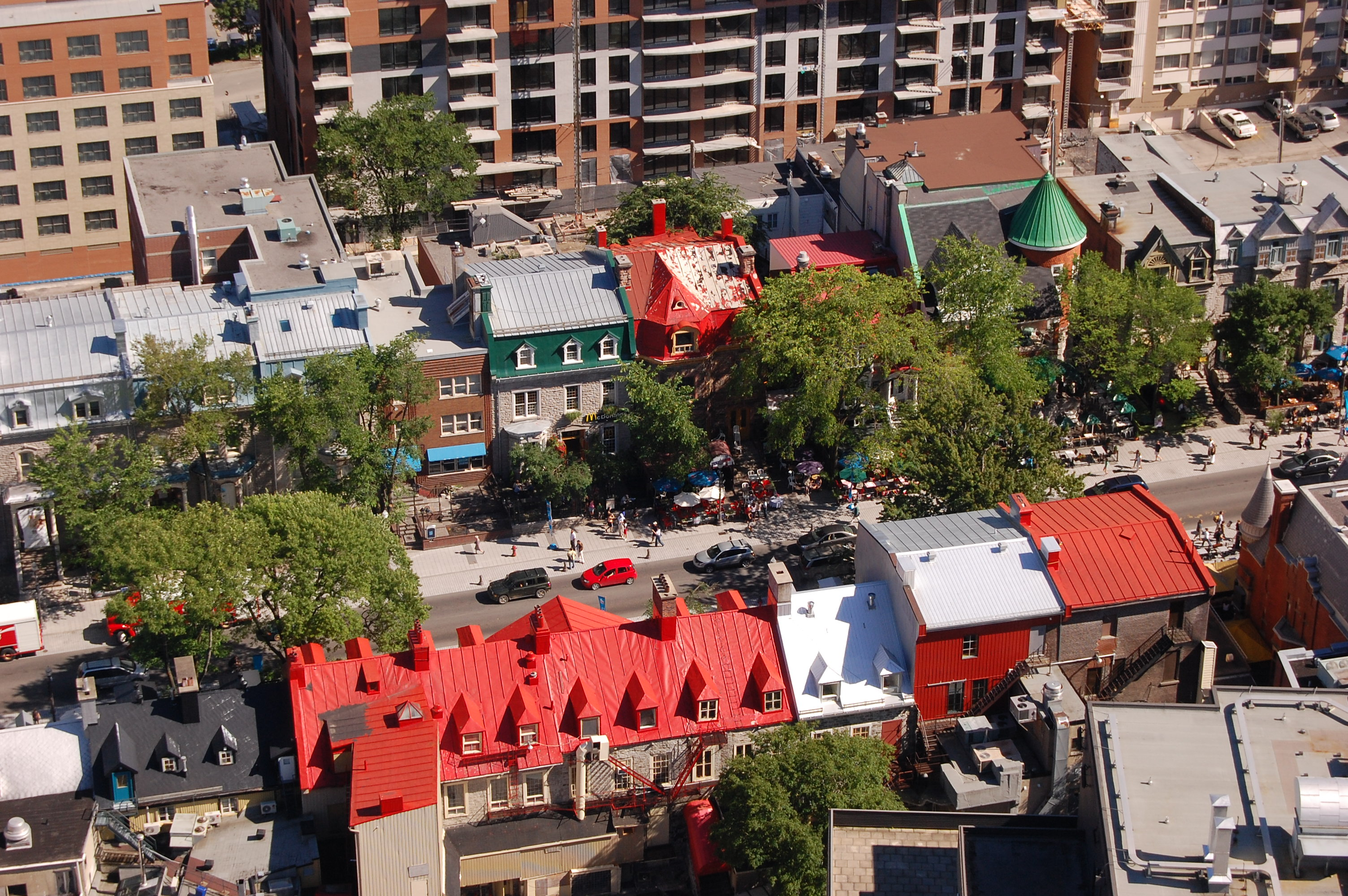
Vue aérienne de Grande Allée en 2007.

Les numéros pairs (du côté nord) de l'avenue commencent à partir de l'avenue De Salaberry, autant vers l'est que vers l'ouest, à partir de zéro. Les numéros impairs (du côté sud) commencent à partir de l'avenue Briand.

### Est
- 1 : Lieu de résidence de l'homme d'affaires Maurice Pollack, leader de la communauté juive de Québec[16]
- 201 : Maison de Louis St-Laurent[17], premier ministre du Canada de 1948 à 1957. Toute de brique et construite en 1912, elle dégage une impression de massivité et d'austérité contrastant avec le lyrisme de l'architecture de la fin de l'époque victorienne[18].
- 225 : Édifice Guy-Frégault, abritant le siège du ministère de la Culture et des Communications
- 500 : Consulat général de France à Québec
- 530 : Église Saint-Cœur-de-Marie
- 555 : Lieu de résidence de Pauline Roy-Rouillard, première femme architecte québécoise[16]
- 575 : Manoir Price
- 590-600 : Maison Garneau-Meredith, abritant la discothèque Le Dagobert depuis les années 1970[19]
- 634 : Jean Paul Lemieux, artiste peintre et professeur à l'École des beaux-arts de Québec, y vécut[16]
- 875 : Édifice Jean-Talon, abritant le siège du ministère du Conseil exécutif

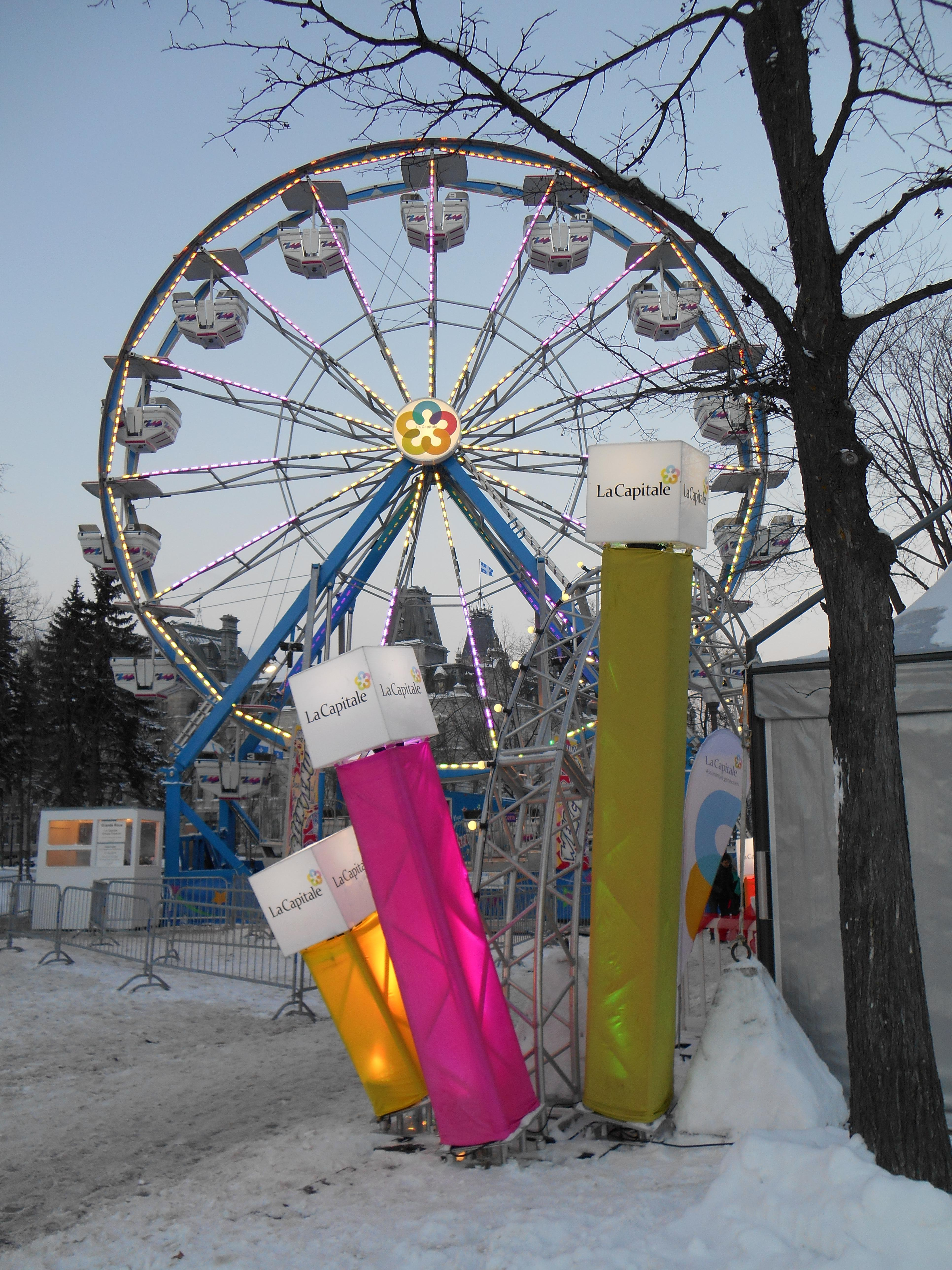
Les manèges sur Grande Allée pour le Nouvel An.

### Ouest
- 82 : Maison Henry-Stuart, cottage Regency classé monument historique[21].
- 115 : Maison Cornelius-Krieghoff[22], où le peintre habita deux ans, classée monument historique.
- 135 : L'écrivaine Gabrielle Roy y vécut les trente dernières années de sa vie[16]
- 175 : Église Saint-Dominique[23]
- 179 : Pavillon Pierre Lassonde du Musée national des beaux-arts du Québec
- 250 : Appartements Le St-Laurent
- 755 : Collège Mérici
- 1080 : Siège de l'Industrielle Alliance
- 1125 : Siège de la Régie de l'assurance maladie du Québec
- 1134 : Siège de la Fédération québécoise des municipalités
- 1215 : Parc du Bois-de-Coulonge

## Tourisme

### Grande Allée au Nouvel An
Depuis quelques années, la Ville de Québec organise des célébrations pour le Nouvel An sur Grande Allée. L'évènement s'adresse tant aux touristes qu’aux résidents de la Ville de Québec.
On y retrouve des manèges, des scènes pour des spectacles musicaux et des feux d'artifice.

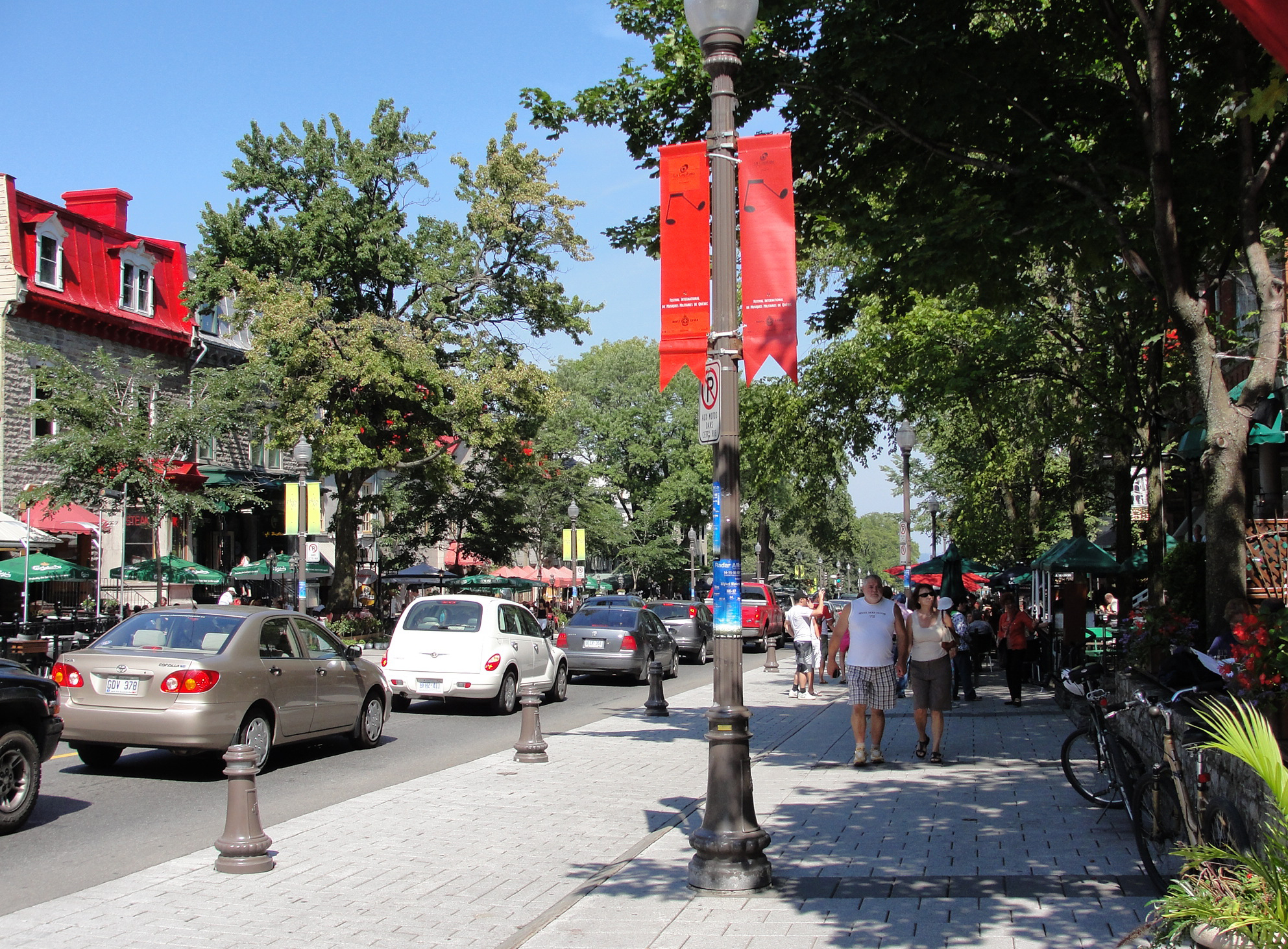
Grande Allée, vue au niveau de l'avenue.
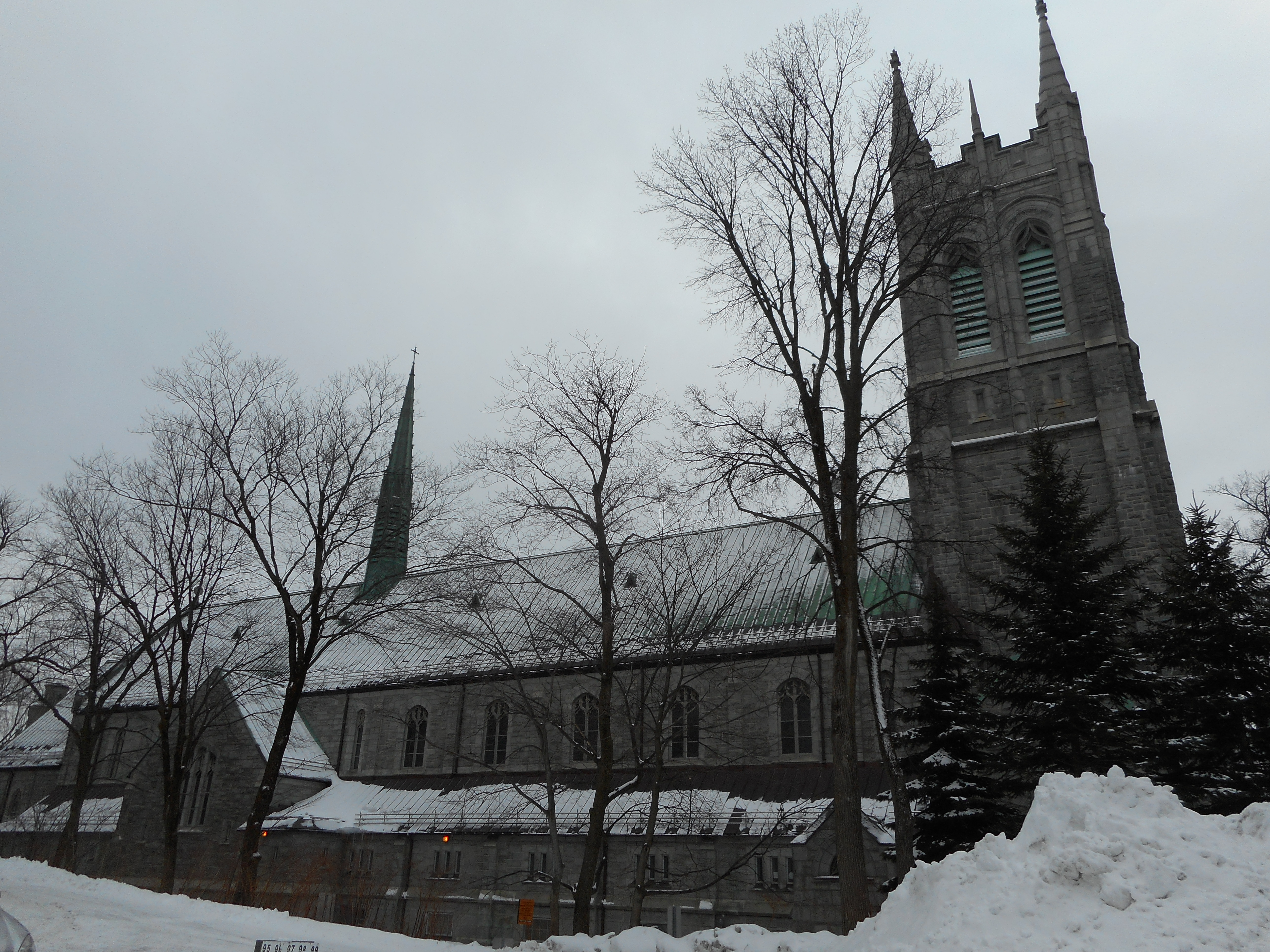
L'Église Saint-Dominique[23].
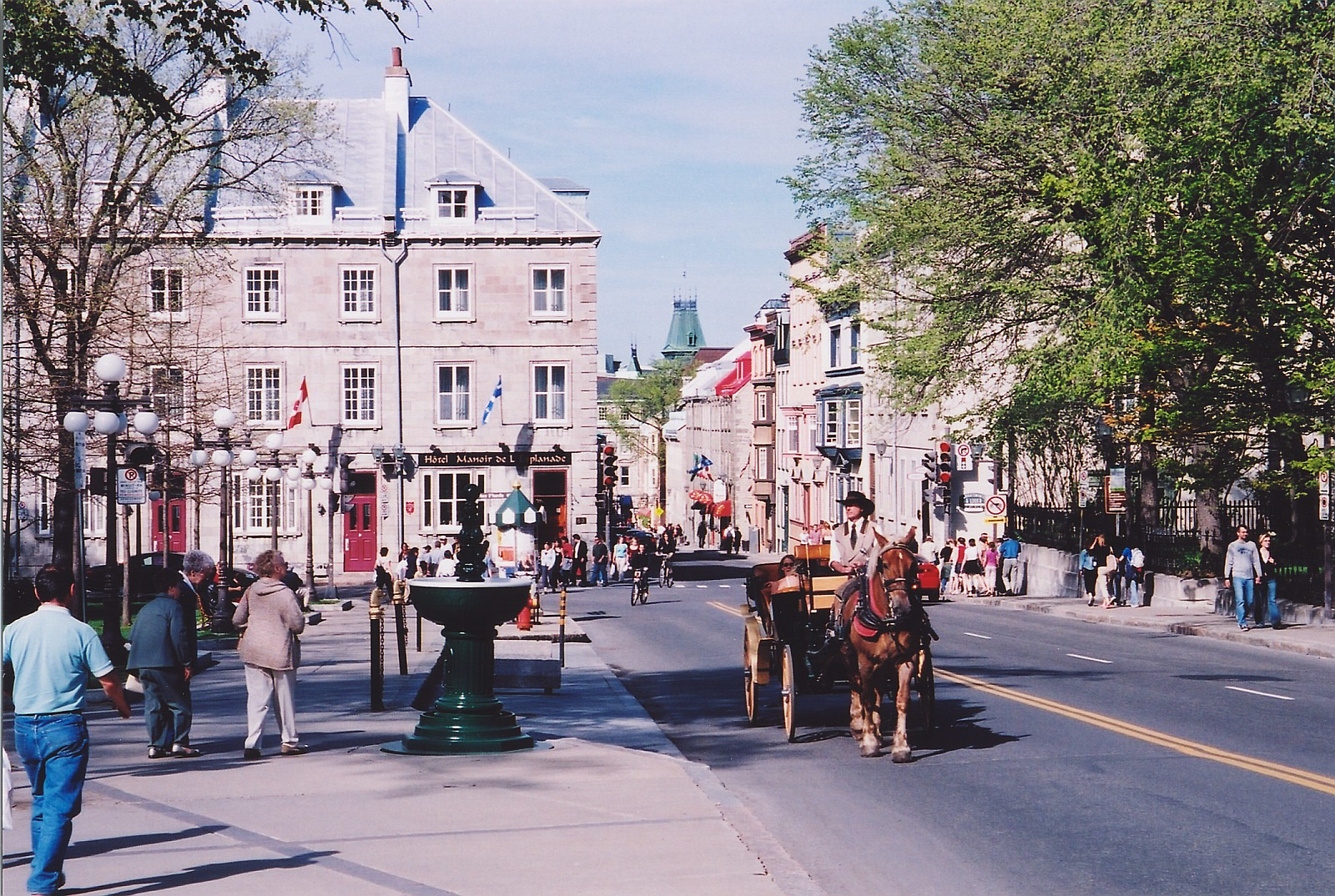
La Rue Saint-Louis[25], continuité de Grande Allée dans le Vieux-Québec.
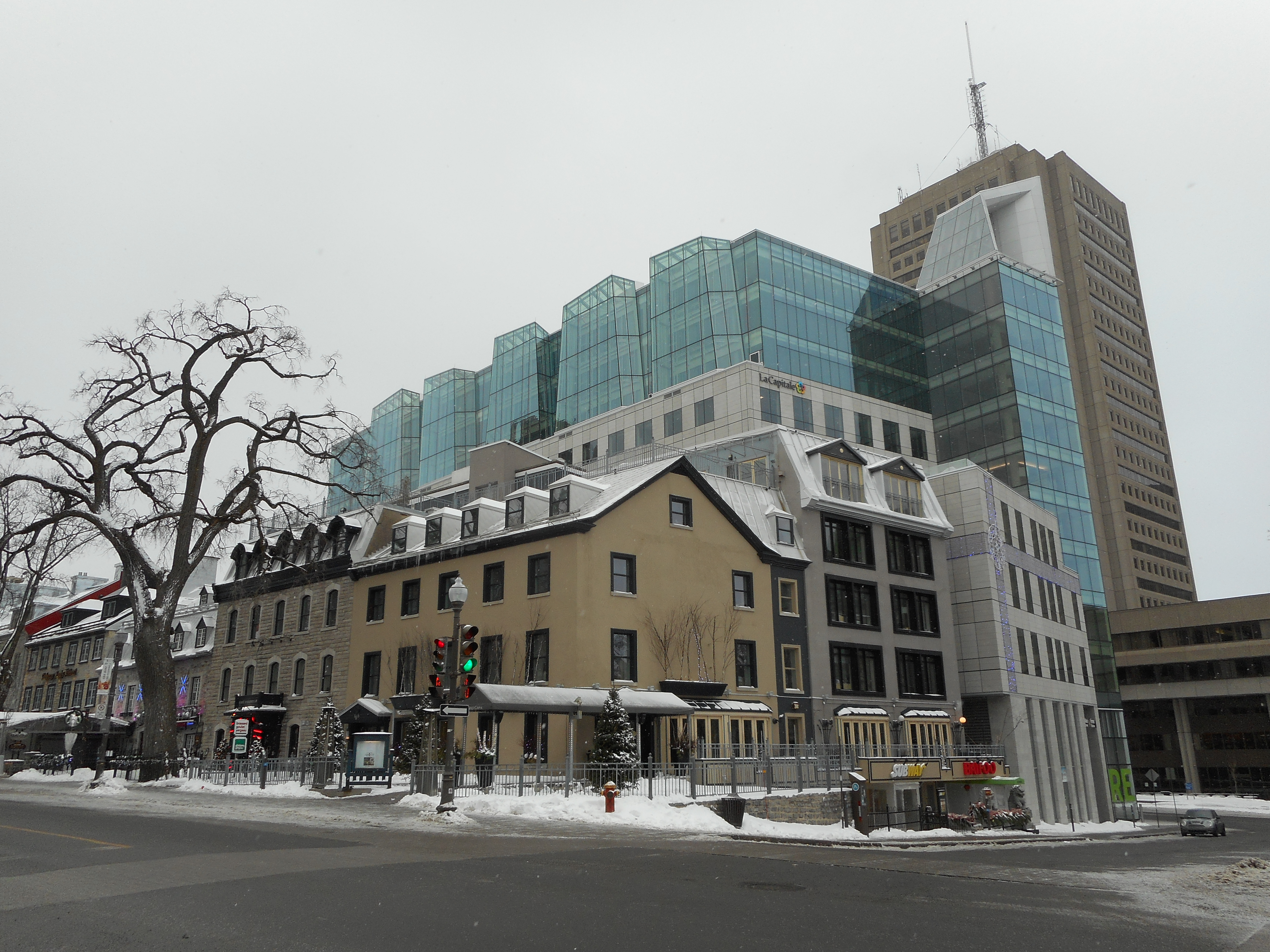
La Terrasse-Clapham[26].

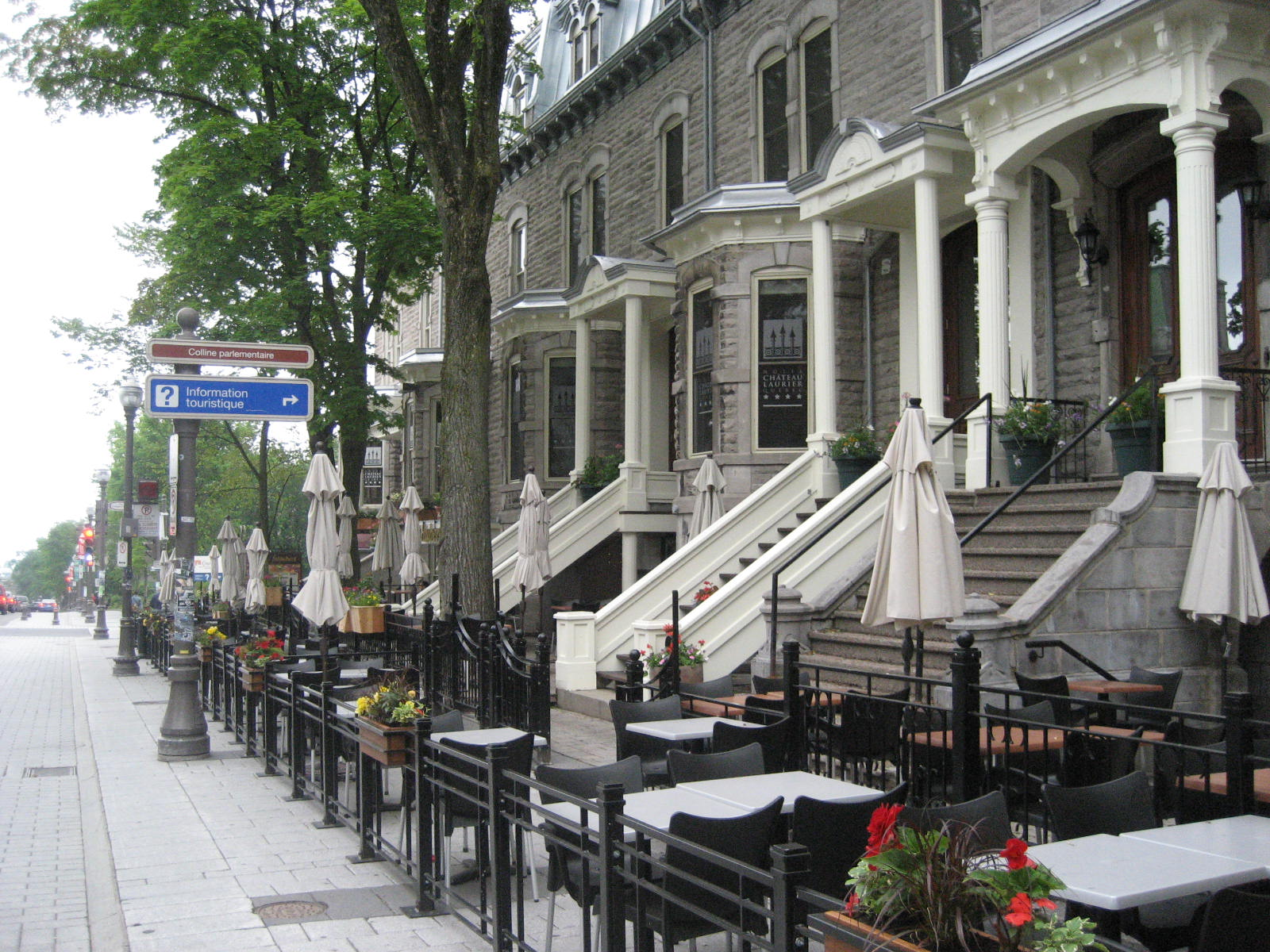
De nombreuses terrasses sont installées le long de l'avenue.
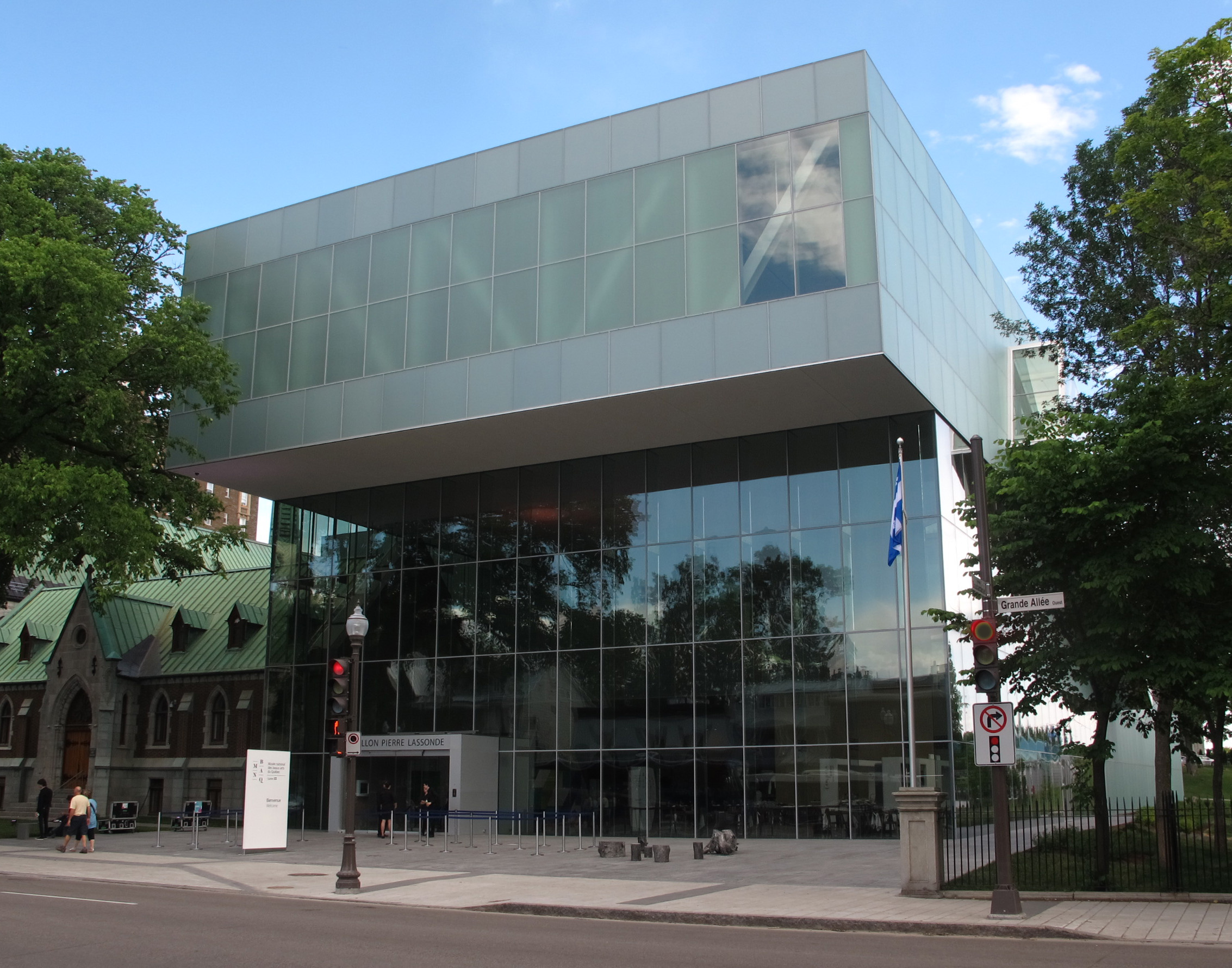
Pavillon Pierre-Lassonde du Musée national des beaux-arts du Québec.
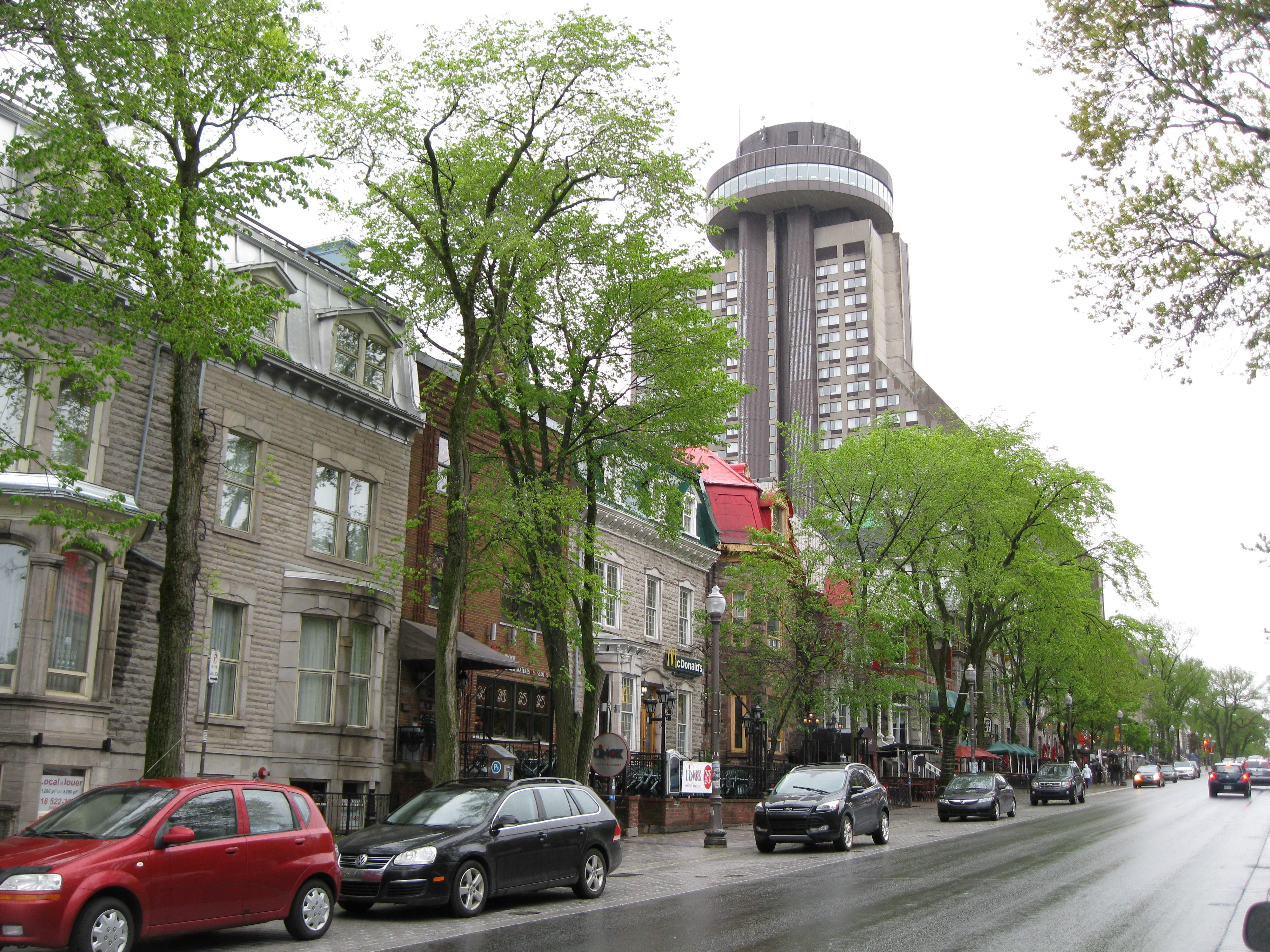
Grande Allée et l'Hôtel Le Concorde Québec[27].
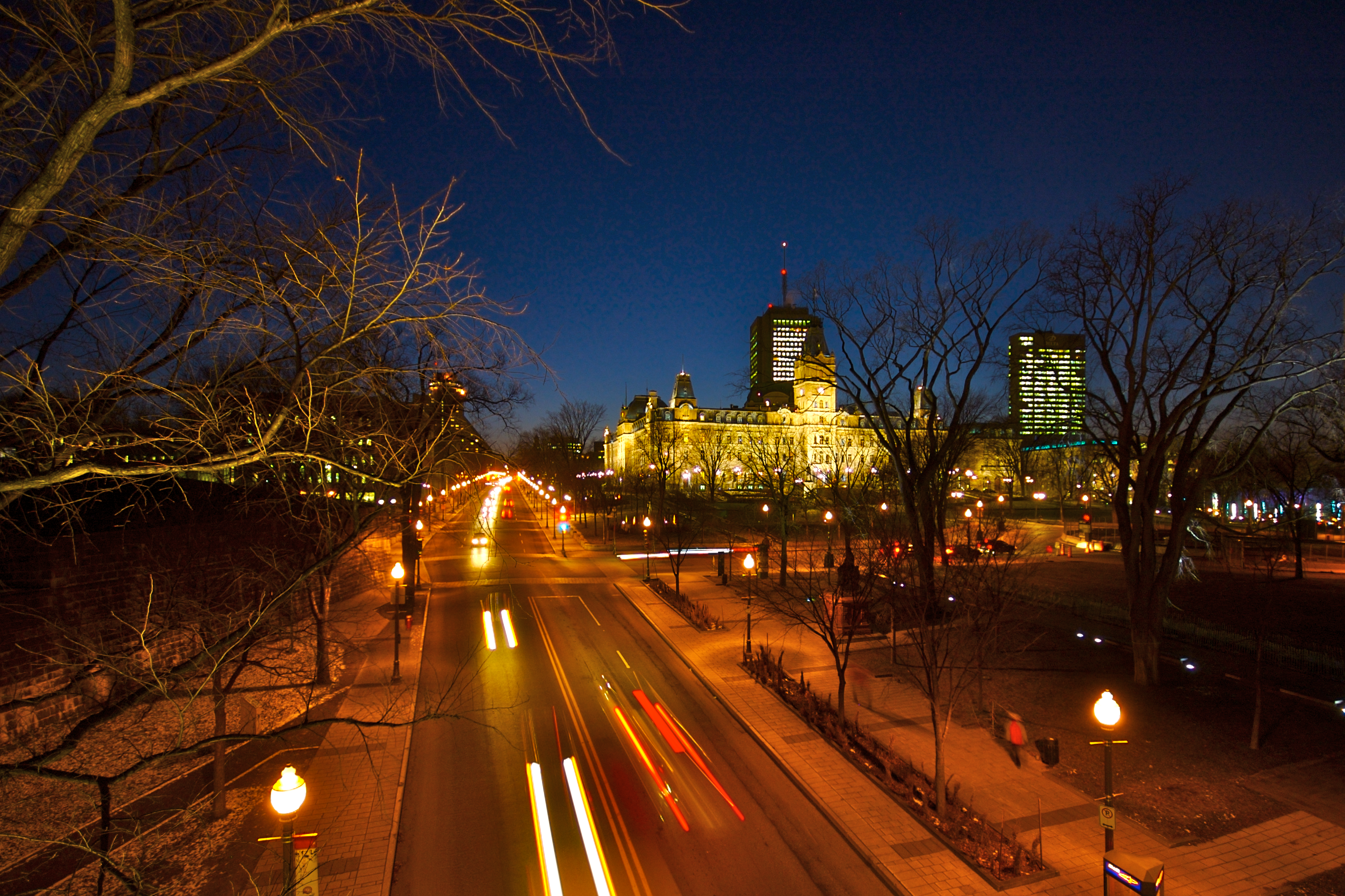
Vue nocturne, près de l'hôtel du Parlement du Québec.